# الإقامة مع العائلة
الإقامة مع العائلات، هي شكل شائع من أشكال الضيافة والإقامة حيث يتشارك الزائرون في الإقامة مع أحد السكان المحليين في المدينة التي يسافرون إليها. يمكن أن تختلف مدة الإقامة من ليلة واحدة إلى أكثر من عام ويمكن تقديمها مجانًا (منحة)، عوضاً عن التعويض النقدي مقابل الإقامة في منزل الضيف. في الوقت ذاته أو في وقت لاحق (تبادل المنزل)، أو تكون الإقامة مقابل الاهتمام بشؤون المنزل أو العمل في بيت المضيف (نظام المقايضة). تُعد الإقامة مع عائلة من أمثلة الاستهلاك التعاوني والتشارك الاقتصادي. 
شروط الإقامة مع العائلة يحددها المضيف والضيف مقدماً وممكن أن تتضمن تفاصيل مثل نوع الإقامة، ومدة الإقامة، والاهتمام بشؤون المنزل، أو العمل المطلوب إنجازه، والمحظورات، واستخدام المرافق والمرافق المنزلية والطعام الذي يتم تجهيزه والقواعد التي تخص التدخين وشرب الخمور والمخدرات.
للإقامة مع العائلة امتيازات عديدة مثل الانفتاح على الحياة اليومية في موقع آخر، وفرصة لعيش حياة السكان المحليين في ممارسة التقاليد والثقافة، وفرص الدبلوماسية الثقافية، والصداقة، والتنافس بين الثقافات، وممارسة لغة أجنبية، والمشورة المحلية، والأماكن الأقل تلوثاً مقارنةً بأماكن الإقامة الأخرى، ومع ذلك، فإن لديهم قيودًا مثل المحظورات، ومتطلبات العمل وقد لا يتوفر مستوى الراحة نفسه، وحسن المعاملة، والخصوصية. ونظراً إلى أن الأنواع الأخرى من الإقامة. 
المسافرين المستقلين عادةً ما ينظمون إقاماتهم مع العوائل من خلال برامج الخدمة الاجتماعية عبر الإنترنت يمكن أن يتم تنظيم الإقامات مع العائلات عن طريق المؤسسات الأكاديمية (لطلابهم) الذين يدرسون في الخارج أو يشاركون في برامج تبادل الطلاب. تسمى الأسرة التي تستضيف شخصاً من غير أفرادها العائلة المضيفة. 
يمكن للعوائل المضيفة أيضاً المشاركة في برنامج a-u-pair حيث يقيم الضيف على المدى البعيد مع عائلة توفر له السكن مقابل المساعدة في رعاية طفل والقيام بالواجبات المنزلية الخفيفة. والمشاركون في هذا البرنامج يعاملون كجزء من الأسرة ويشاركون في روتين الأسرة اليومي.

## تاريخ
في عام 1965، أنشأ جون ويلكوك دليل المسافر كقائمة لأصدقائه المستعدين لاستضافة بعضهم البعض عند السفر. في عام 1988، أنقذت جوي لايلي المنظمة من الإغلاق الوشيك، وأسست هوسبيتاليتي إكستشينج. 
في عام 1966، أنشأ عالم النفس روبين فيلدمان غونزاليس برنامج باسبورتو لمتحدثي الإسبرانتو في الأرجنتين. في عام 1974، بمساعدة جين ماري كاش، نشرت خدمة باسبورتو أول دليل عضوي، والذي أدرج 40 مضيفاً. في عام 1971، أُسست Sue Coppard WWOOF («الفرص العالمية للمزارع العضوية»)، وهي شبكة يتم فيها توفير الطعام والسكن والتعليم للضيوف مقابل خدمات التدبير المنزلي وأعمال المزارع.
في عام 1977، أنشأ الوزير المشيخي واين سميث والرئيس الأمريكي جيمي كارتر قوة الصداقة الدولية، بهدف تحسين العلاقات بين الثقافات والدبلوماسية الثقافية والصداقة والكفاءة بين الثقافات من خلال الرحلات المنظمة التي تشمل الإقامة مع العائلات.
في عام 1992، أُطلقت منظمة هوسبيكس Hospex.org عبر الإنترنت؛ دُمجت لاحقًا في نادي الضيافة، الذي أنشأه فيت كون في عام 2000.
في عام 1993، أُنشئت قاعدة البيانات الخاصة بـ Warm Showers بواسطة تيري زمرهول وجيف كاشمين. في عام 2005، أُطلق كموقع ويب بواسطة راندي فاي Randy Fay.
في عام 2003، قامت منظمة سنو ليوباردو، وهي منظمة غير هادفة للربح مقرها في لاداك بالهند، بدور رائد في الإقامة مع العائلات المرتبطة بالحماية، حيث يقيم المتنزهون، في أثناء الرحلات في الجبال، في منازل القرية بدلاً من التخييم. وهذا يجلب دخلاً إضافيًا يحتاج إليه القرويون يساعدهم على تعويض الخسائر في الثروة الحيوانية لنمور الثلج.
في عام 2007، تشكلت بي ولكم من قبل أعضاء نادي الضيافة الذين اختلفوا مع مؤسسها.
في عام 2004، تأسس كيسي فينتون كاوتش سيرفينج، حيث يتم تقديم الإقامة مجانًا. اعتبارًا من مارس 2020، فرض الموقع رسومًا عضوية على المستخدمين لفترة.
في عام 2008، تأسس بريان تشيسكي وجو جيبيا إير بي إن بي، حيث يتلقى المضيفون مدفوعات نقدية من الضيوف، ويدفعون مقدمًا عبر الإنترنت، وتتلقى إير بي إن بي عمولات عن كل معاملة.
قبل عام 2011، كانت كاوتش سيرفينغ غير هادفة للربح وتحولت إلى شركة هادفة للربح.
في عام 2014، تأسس كاسبر سورين وميكائيل كوربيلا ترستروتس في برلين، ألمانيا.